# Eucithara funebris
Eucithara funebris é uma espécie de gastrópode do gênero Eucithara, pertencente à família Mangeliidae.